# 피찟

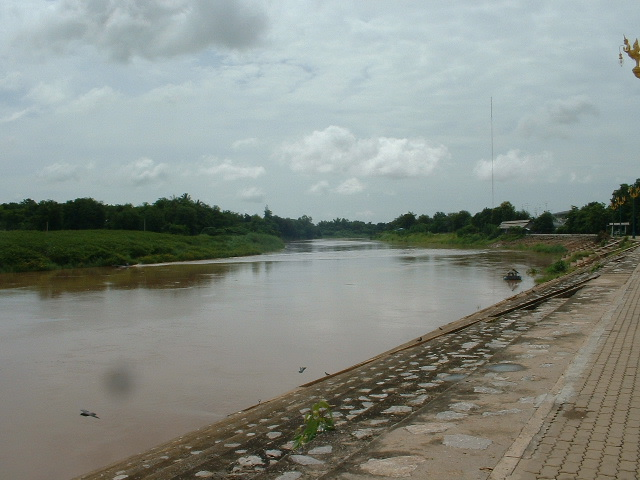

피찟(Phichit)은 태국의 읍(테사반 므앙)으로, 피찟주의 주도이다. 전체가 므앙피찟군의 일부이다. 면적은 12.017km2이고 2005년의 인구는 23,791명이었다.

## 지리
피찟은 왓따욤강의 기슭에 위치한다. 왓따욤강은 왕통강과 함께 난강의 주요 지류이다.